# Вилхелм Лайбл
Вилхелм Лайбл (на немски: Wilhelm Leibl) (1844 – 1900) е германски художник, майстор портретист и битовист, твори на границата между романтизма и символизма. 

## Биография
Вилхелм Лайбл е роден в Кьолн на 23 октомври 1844 г. През 1860 – 1863 учи в Кьолн в ателието на Г. Бекер (G. Bekker). Пристига в Мюнхен и следва в местната художествена академия (1864 – 1869). Посещава Париж (1869 – 1870). Сприятелява се с Курбе и е повлиян от неговата живопис. От 1873 – 1877 и 1892 – 1900 рисува в селата на Горна Бавария. 
Започва като портретист и изпитва голям интерес към произведенията на старите майстори.
- „Портрет на госпожа Гедон“ (Bildnis der Frau Gedon), 1869 г. – Нова пинакотека, Мюнхен;
- „Момиче с бяла забрадка“ (Mädchen mit weißem Kopftuch), 1876 г. – Нова пинакотека, Мюнхен;
- „Художника Синей-Мерш“, 1869 г. – Музей на изящните изкуства, Будапеща.

Най-добрите си картини създава, наблюдавайки живота на баварските селяни. Настроение на протест и възвишен идеализъм доминират в немското изкуство по това време, но той се връща към природата. Заради тонално богатите и изразителни образи и създадените с чувство детайли неслучайно наричат картините му „холбайновски“. 
- „Селски политик“ (1876 – 1877) – музей Райнхарт, Винтертур;
- „Неравна двойка“ (1876 – 1877) – Щеделевски художествен институт, Франкфурт на Майн;
- „Три жени в църквата“ (1878 – 1882), галерия Хамбург;
- „Бракониери“ (1882 – 1886), Държавен музей, Берлин;

Майсторството на живописеца Вилхелм Лайбл поставя началото на германския модернизъм и символизъм.
Вилхелм Лайбл умира във Вюрцбург на 4 декември 1900 г.

## Галерия
- Спящо савойско момче, 1869
- Йохан Хайнрих Паленберг, 1871
- Момичето с бялата кърпа, ок. 1876
- Възрастен селянин и момиче, ок. 1876
- Ловец (Портрет на Антон фон Перфал, 1876
- Стая с изглед към градина
- Селските политикани, 1877
- Портрет на Розине Фишлер, графиня Тройберг, 1878
- Портрет на майка му, Гертруде Лайбл, 1879
- Три жени в църква, 1882
- Портрет на селско момиче, ок. 1880
- Ветеринарният лекар д-р Райндл в беседка, ок. 1890